# 미카와촌 (사가현)
미카와촌(三川村)은 일본 사가현 미야키군에 설치되었던 촌이다. 현재의 미야키정의 일부에 해당한다.